# Croce di Borgogna

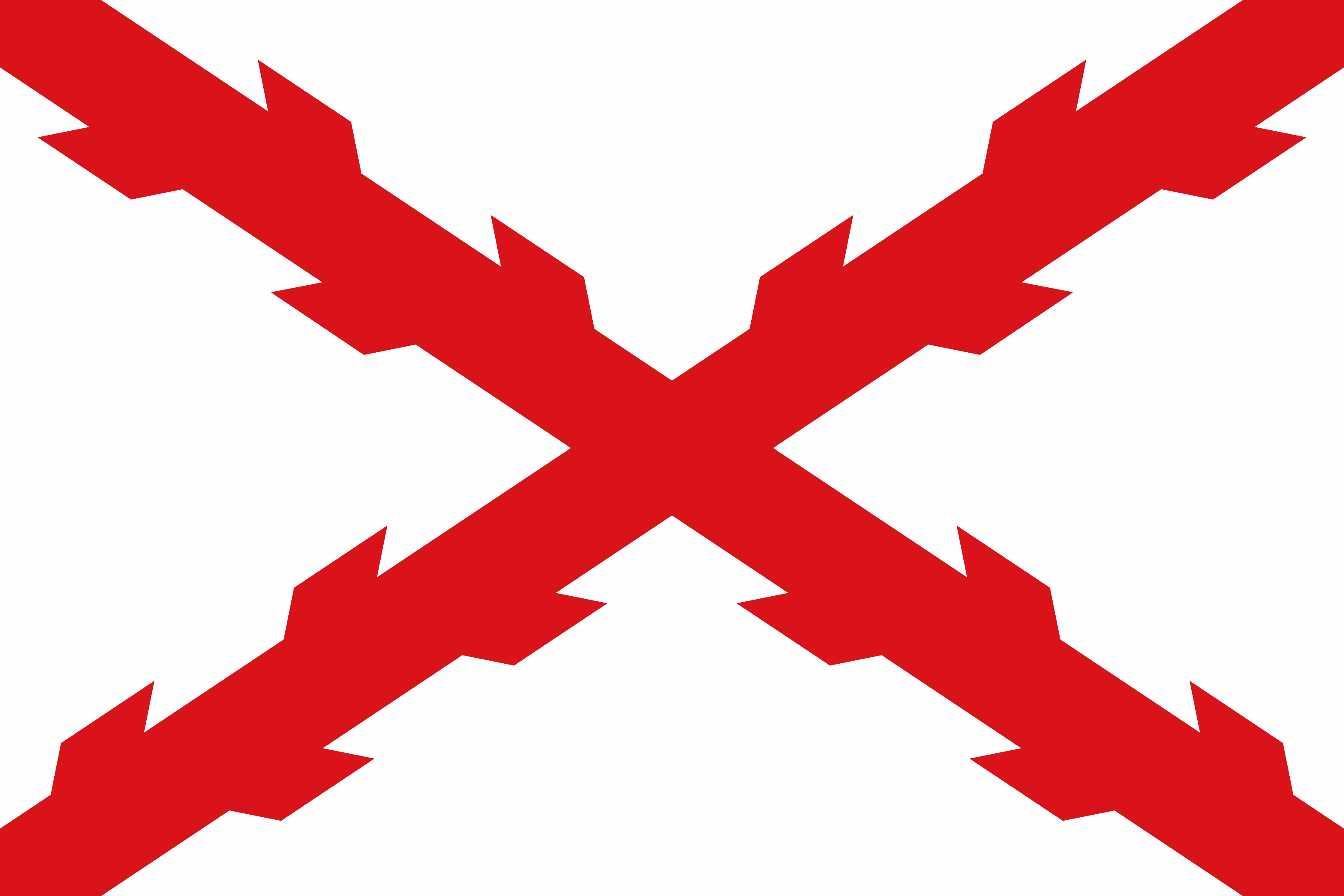
Croce di Borgogna

La croce di Borgogna (in spagnolo Cruz de Borgoña, Aspa de Borgoña o Cruz de San Andrés) è, in araldica e in vessillologia, una variante della croce di Sant'Andrea, da cui si differenzia per essere cosparsa di nodi di rami tagliati. In termini araldici, può essere blasonata come segue: d'argento, alla croce in decusse contronoderosa di rosso. Generalmente è di colore rosso su campo bianco, anche se possono esistere altre varianti cromatiche.

## Storia
La croce di Borgogna fu usata per la prima volta nel XV secolo come emblema dei duchi Valois di Borgogna, che governarono gran parte della Francia orientale e dei Paesi Bassi. Lo stendardo fu in origine adottato da coloro che parteggiavano per la Borgogna nella Guerra civile tra Armagnacchi e Borgognoni. È ispirato, come la normale croce di Sant'Andrea, alla croce sulla quale fu crocifisso Sant'Andrea apostolo. Sant'Andrea era infatti il santo protettore dei duchi di Borgogna.
I Paesi Bassi borgognoni furono in seguito ereditati dagli Asburgo, che adottarono la bandiera all'estinzione della linea ducale dei Valois e continuarono a usarla come uno dei loro simboli fino al XVIII secolo. Con l'ascesa al potere degli Asburgo in Spagna nel XVI secolo, l'emblema servì come insegna navale dell'Impero spagnolo fino al 1701, e fino al 1843 come bandiera terrestre, acquisendo notorietà in tutta Europa e nelle Americhe. Fu usata dagli Asburgo di Spagna, oltreché come insegna navale, anche come supporto allo stemma araldico, e come tale è stata usata anche dai Borbone, fino a Juan Carlos I.
Fu inoltre usata come simbolo del reparto belga delle SS “Wallonie” guidato da Leon Degrelle.

## Galleria d'immagini

Stemma di Juan Carlos I
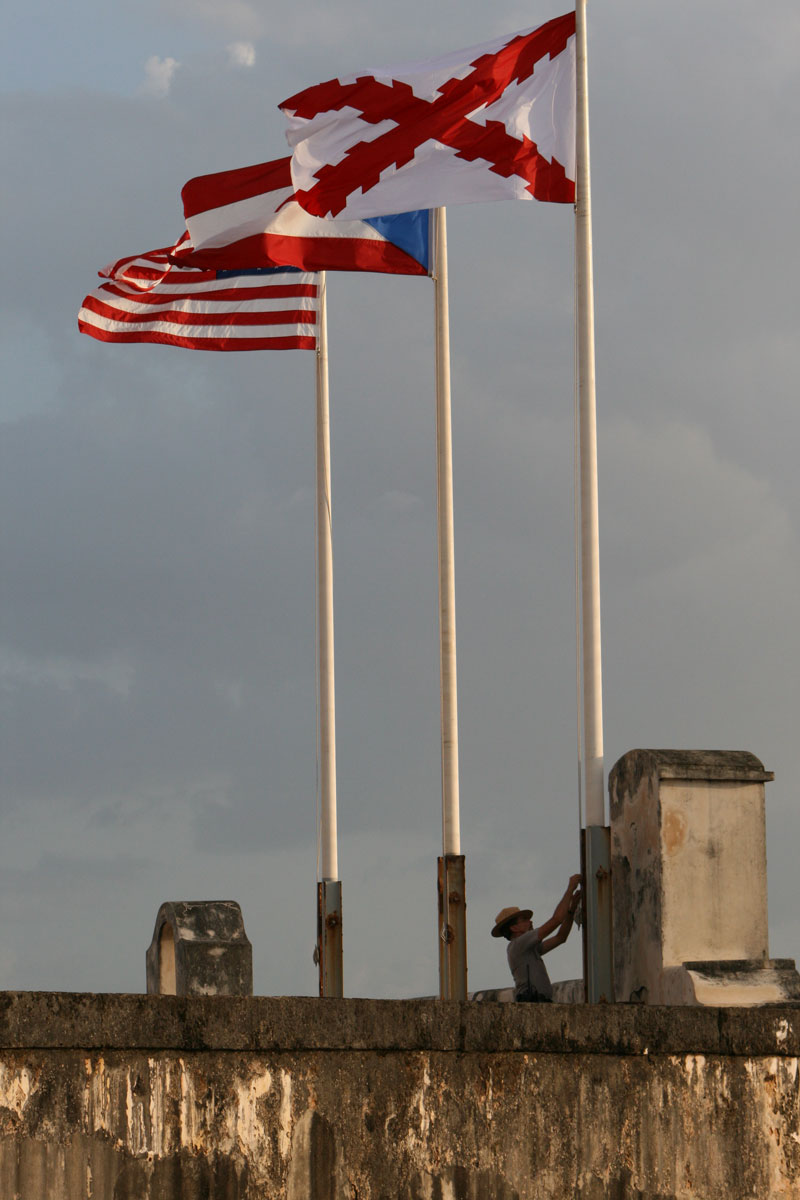
Bandiera con la croce di Borgogna esposta a Porto Rico
Bandiera dei Paesi Bassi borgognoni
Bandiera del Dipartimento di Chuquisaca, Bolivia
Croce di Borgogna al naturale
Insegna mercantile spagnola in uso fino al 1762
insegna mercantile usata nelle Fiandre